# Mistrzostwa Azji w Piłce Siatkowej Kobiet 2001
XI Mistrzostwa Azji w piłce siatkowej kobiet odbyły się w 2001 roku w Nakhon Ratchasima w Tajlandii. W mistrzostwach wystartowało 9 reprezentacji. Mistrzem została reprezentacja Chin - po raz dziewiąty w historii. W mistrzostwach nie zadebiutowała żadna reprezentacja.

## Klasyfikacja końcowa
| Miejsce | Reprezentacja    |
| ------- | ---------------- |
|         | Chiny            |
|         | Korea Południowa |
|         | Tajlandia        |
| 4.      | Japonia          |
| 5.      | Chińskie Tajpej  |
| 6.      | Australia        |
| 7.      | Wietnam          |
| 8.      | Nowa Zelandia    |
| 9.      | Sri Lanka        |